# Can Palauet (masia)
Can Palauet és una masia als afores de la ciutat de Mataró amb una torre de defensa protegida com a bé cultural d'interès nacional. La masia de Can Palauet està situada vora la Riera d'Argentona, prop del límit amb el terme municipal homònim. La masia consta de dues parts diferenciades: la casa, amb el celler, els estables i els corrals, i la magnífica torre, datada el 1568.

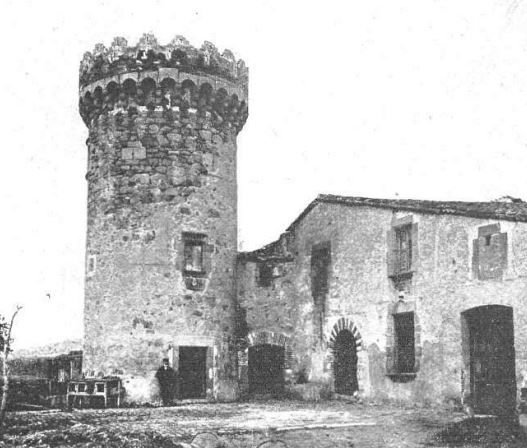
Any 1909

La masia està formada per una planta baixa i un pis. Està coberta per una teulada de dos vessants amb el carener perpendicular a la façana, en la qual destaca el portal rodó adovella i el finestral principal del segle xvi amb un guardapols rematat lateralment per dos petits caps esculpits i una espitllera sota el llindar. A la façana posterior, on hi ha el celler, destaca la llinda granítica amb la data de construcció gravada: "A 6 DE MARS 1568". A l'interior sobresurt un pilar de pedra tallada que suporta la jàssera de fusta o biga mestra de l'entrada. Un accés directe des del primer pis condueix a la torre de defensa.
La torre, de planta circular, consta de planta baixa, dos pisos i terrat emmerletat, amb matacans a tot el volt. A la planta baixa, coberta amb volta esfèrica de cassetons, s'hi instal·là posteriorment una capella. L'accés a la torre, exempta, es feia originàriament per una de les finestres del pis, i després s'hi feu un pas cobert que relligà la torre a la casa. Les obertures estan realitzades amb carreus de pedra, presentant les llindes de les finestres guardapols a dalt i als llindars hi tenen una espitllera.